# 1999 en Colombie-Britannique
Chronologie de la Colombie-Britannique
- 1995
- 1996
- 1997
- 1998
- 1999
- 2000
- 2001
- 2002
- 2003

Cette page concerne des événements qui se sont produits durant l'année 1999 dans la province canadienne de Colombie-Britannique.

## Politique
- Premier ministre : Glen Clark puis Dan Miller
- Chef de l'Opposition : Gordon Campbell du Parti libéral de la Colombie-Britannique
- Lieutenant-gouverneur : Garde Gardom
- Législature :

## Événements
- Mise en service, à Vancouver :
  - d ' Aquarius I, immeuble de logements à structure béton situé 1199 Marinaside Crescent[1].
  - du Carmana Plaza, immeuble de logements et hôtel à structure en béton armé de 34 étages (99.98 mètres de hauteur) situé 1128 Alberni Street[2].

## Naissances
- 27 avril à Cranbrook : Brooklynn Proulx (de son nom de naissance Brooklynn Marie Proulx), actrice canadienne. Elle est principalement connue pour avoir interprété le rôle de la jeune Claire Abshire dans le film de 2009, Hors du temps, ainsi que celui de Mary James dans le film de 2007, L'Assassinat de Jesse James par le lâche Robert Ford.